# Török János (ökológus)
Török János (Budapest, 1954. augusztus 27.) magyar ökológus, biológus, ornitológus, Petényi Salamon János-emlékérmes egyetemi tanár.

## Élete
Az Eötvös Loránd Tudományegyetem Természettudományi Karán diplomázott 1978-ban, majd a kar Állatrendszertani Tanszékén helyezkedett el, eleinte mint egyetemi adjunktus, majd egyetemi docens, később pedig mint egyetemi tanár. Madártani tárgyú doktori diplomáját 1982-ben védte meg, 1994-ben ökológiai tárgyú dolgozatával megszerezte a biológiai tudományok kandidátusa fokozatot, 2006-ban pedig elnyerte a biológiai tudományok doktora címet ökológiai és viselkedéstani szakterületen. Egy időben tanszékvezetőként is tevékenykedett.

## Főbb kutatási témái
- Odúköltő énekesmadarak hosszú távú populációdinamikája;
- Madarak, hüllők és kétéltűek evolúciója;
- A nemi kiválasztódás mechanizmusai madaraknál, hüllőknél és kétéltűeknél;
- Madarak és gyíkok nőstényeinél a tojásrakást megelőző és költési változások;
- Élettani ökológia: antioxidánsok és az oxidatív stressz;
- Madártollak növekedésének tudományos vizsgálata.

## Magánélete
Nős, felesége aktív korában a budapesti Eötvös József Gimnázium biológia-kémia szakos tanára volt.

## Elismerései
- Petényi Salamon János-emlékérem (2014)
- Mestertanár Aranyérem (2015)

## Fontosabb publikációi
- Török, J. (1981). Food composition of nestling Blackbirds in an oak forest bordering on an orchard. Opuscula Zoologica (Budapest) 17-18:145-156.
- Szentkirályi, F., Török, J. (1983). Neuropteroideák madarak táplálékában. Állattani Közlemények 70:83-90.
- Török, J. (1985). Comparative ecological studies on Blackbird (Turdus merula) and Song Thrush (T. philomelos) populations. I. Nutritional ecology. Opuscula Zoologica (Budapest) 21:105-135.
- Török, J. (1985). The diet niche relationships of the Great Tit (Parus major) and the Blue Tit (P. caeruleus) nestlings in an oak forest. Opuscula Zoologica (Budapest) 19-20:99-108.
- Török, J., Tóth, L. (1986). A táplálékért folyó versengés kísérletes vizsgálata cinegepopulációkban. Állattani Közlemények 72:135-143.
- Török, J. (1986). Food segregation in three hole-nesting bird species during the breeding season. Ardea 74:129-136.
- Török, J., Csorba, G. (1987). Fakusz, csuszka és tarkaharkály fiókák tápláléka Budapest környéki tölgyesben. Állattani Közlemények 73:101-113.
- Török, J. (1987). Competition for food between Great Tit, Parus major and Blue Tit, P. caeruleus during the breeding season. Acta Regiae Societatis Scientiarum et Litterarum Gothoburgensis. Zoologica 14:147-152.
- Sasvári, L., Török, J., Tóth, L. (1987). Density dependent effects between three competitive bird species. Oecologia 72:127-130.
- Török, J., Tóth, L. (1988). Density dependence in reproduction of the Collared Flycatcher (Ficedula albicollis) at high population levels. Journal of Animal Ecology 57:251-258.
- Török, J., Tóth, L. (1988). Breeding and feeding of two tit species in sympatric and allopatric populations. Opuscula Zoologica (Budapest) 23:203-208.
- Török, J., Ludvig, É. (1988). Seasonal changes in foraging strategies of blackbirds (Turdus merula L.). Behavioral Ecology and Sociobiology 22:329-333.
- Török, J. (1988). Food resource partitioning between two Dendrocopos species during the breeding season. Opuscula Zoologica (Budapest) 23:197-202.
- Török, J. (1988). Food and foraging of three woodpecker species (Dendrocopos spp.) during the breeding season, with motes on their distribution and habitat occupancy in Hungary. Natural Swedish Environmental Protection Board, Report 3496. (Nature Conservation Symposium in Budapest, 27 March 1987) pp.43-50.
- Ludvig, É., Török, J. (1988). A fekete rigó táplálékkereső stratégiája. Állattani Közlemények 74:77-87.
- Csorba, G., Török, J. (1988). Fatörzsön táplálkozó madárfajok táplálékszegregációja. Aquila 95:78-82.
- Török, J. (1989). The impact of insecticides on the feeding of the Tree Sparrow [Passer montanus (L.)] in orchards during the parental care period. In: Granivorous birds in agricultural landscape (eds: Pinowski, J. and Summers-Smith, J.D.), Pol. Sci. Publisher, Warszawa, pp.199-210.
- Török, J. (1990). Resource partitioning among three woodpecker species Dendrocopos spp. during the breeding season. Holarctic Ecology 13:257-264.
- Török, J., Csörgő, T. (1992). Food composition of three Rana species in Kis-Balaton Nature Reserve. Opuscula Zoologica (Budapest) 25:113-123.
- Kovács, T., Török, J. (1992). Nyolc kétéltû faj táplálkozásökológiai vizsgálata a Kis-Balatonon. Állattani Közlemények 78 47¬57.
- Török, J., Tóth, L. (1995). A Nagy-Szénás természetvédelmi terület madárfaunájának minőségi és mennyiségi vizsgálata. Természetvédelmi Közlemények, 3-4:65-70.
- Kovács, T., Török, J. (1996). Minimális mintaszám békák (Anura) táplálékdiverzitásának becsléséhez. Állattani Közlemények 81:65-71.
- Könczey, R., Tóth, L., Török, J. (1997). Site fidelity of Great and Blue Tits in the Pilis-Visegrád Mountains. Opuscula Zoologica (Budapest) 29-30:103-111.
- Kovács, T., Török, J. (1997). Feeding ecology of the Common Tree Frog (Hyla arborea) in a swampland, western Hungary. Opuscula Zoologica (Budapest) 29-30:95-102.
- Kovács, T., Török, J. (1997). Dietary responses by Edible Frog (Rana esculenta complex) to wetland habitat change in Hungary. In: Gieson, W. (ed): Wetlands, Biodiversity and Development. Proc. of Workshop 2 of the International Conference on Wetlands and Development, Kuala Lumpur Malaysia 9-13 Oct 1995. pp.79-86.
- Török, J., Oborny, B., Szentesi, Á. (2001). A szünbiológia oktatás szintjei az ELTE-n. In: Közgyűlési előadások 1999 (ed Glatz, F.), II. kötet, MTA, Budapest, 581-590.
- Török, J. (2002). Fehér foltok a madarak szexuális szelekciójában. Állattani Közlemények 87:191-199.
- Török, J., Michl, G., Garamszegi, L.Z., Barna, J. (2003). Repeated inseminations required for natural fertility in a wild bird population. Proceedings of the Royal Society of London, Series B: Biological Sciences 270:641-647. (DOI 10.1098/rspb.2002.2257)
- Török, J., Moskát, C., Michl, G., Péczely, P. (2004). Common cuckoos (Cuculus canorus) lay eggs with larger yolk but not more testosterone than their great reed warbler (Acrocephalus arundinaceus) hosts. Ethology Ecology & Evolution 16:271-277.
- Jávor, B., Jordán, F., Török, J. (2004). A feketerigó (Turdus merula) táplálkozási különbségei egy erdei és egy gyümölcsös habitatban – hálózati perspektívából. Természetvédelmi Közlemények 11:501-510.
- Ihász, N., Bajer, K., Kopena, R., Molnár, O., Herczeg, G., Török, J. (2006). Szemben a ragadozóval – a zöld gyík (Lacerta viridis) búvóhelyközpontú menekülési stratégiája. Állattani Közlemények 91:127-138.
- Lakatos, A., Főző, R., Hegyi, G., Török, J. (2008). Tollazati szignálok és anyai hatás vizsgálata széncinegénél (Parus major). Állattani Közlemények 93:17-28.
- Garamszegi, L.Z., Eens, M., Török, J. (2008). Birds reveal their personality when singing. PloS ONE 3:e2647.
- Bajer, K., Molnár, O., Hegyi, G., Herczeg, G., Laczi, M., Török, J. (2009). Zöld gyíkok színezete és morfológiája: jelzések és funkciók. Állattani Közlemények 94:167-176.
- Rosivall, B., Szöllősi, E., Hasselquist, D., Török, J. (2010). Males are sensitive — sex-dependent effect of rearing conditions on nestling growth. Behavioral Ecology and Sociobiology 64:1555-1562. (DOI: 10.1007/s00265-010-0969-1)
- Kovács, T., Vági, B., Török, J. (2010). Ökológiai átjárók kihasználtságának vizsgálata autópályák alatt. Állattani Közlemények 95:207-222.